# Panilla hadrastis
Panilla hadrastis là một loài bướm đêm trong họ Erebidae.